# São Gabriel da Palha
São Gabriel da Palha är en kommun i Brasilien.   Den ligger i delstaten Espírito Santo, i den sydöstra delen av landet, 900 km öster om huvudstaden Brasília. Antalet invånare är 31 859. Arean är 432 kvadratkilometer.
Terrängen i São Gabriel da Palha är kuperad västerut, men österut är den platt.
Omgivningarna runt São Gabriel da Palha är huvudsakligen savann. Runt São Gabriel da Palha är det ganska glesbefolkat, med 35 invånare per kvadratkilometer.